# Jimmy Eulert
Jaime Eulert Pinto (conocido como Jimmy Eulert; La Paz, 1 de enero de 1952) es un deportista peruano que compitió en natación adaptada.

## Biografía
Nació el 1 de enero de 1952, en la ciudad de La Paz, Bolivia, siendo inscrito en la embajada peruana tres meses después. A la edad de 17 años sufrió un accidente de tráfico que le provocó una paraplejia que le impidió volver a caminar.
Participó en cuatro Juegos Paralímpicos de Verano entre los años 1996 y 2008, obteniendo en total cinco medallas: oro en Atlanta 1996, oro y plata en Sídney 2000 y dos bronces en Atenas 2004.
El 22 de diciembre de 2000, recibió los Laureles deportivos, máxima distinción para un deportista peruano, tras su participación en los Juegos Paralímpicos de Sídney 2000.

## Palmarés internacional
| Juegos Paralímpicos | Juegos Paralímpicos      | Juegos Paralímpicos | Juegos Paralímpicos |
| Año                 | Lugar                    | Medalla             | Prueba              |
| ------------------- | ------------------------ | ------------------- | ------------------- |
| 1996                | Atlanta (Estados Unidos) | Medalla de oro      | 50 m libre S3       |
| 2000                | Sídney (Australia)       | Medalla de oro      | 50 m libre S3       |
| 2000                | Sídney (Australia)       | Medalla de plata    | 50 m espalda S3     |
| 2004                | Atenas (Grecia)          | Medalla de bronce   | 50 m espalda S3     |
| 2004                | Atenas (Grecia)          | Medalla de bronce   | 50 m libre S3       |